# Eifelrennen 1939
Eifelrennen 1939 je bila peta neprvenstvena dirka za Veliko nagrado v sezoni 1939. Odvijala se je 21. maja 1939 na nemškem dirkališču Nürburgring-Nordschleife. 

## Poročilo

### Pred dirko
To je bila prva dirka sezone za moštvo Auto Uniona, ki je na dirko pripeljalo kar šest dirkačev, Mercedes-Benz pa je na dirko pripeljal pet dirkalnikov. Eden od njih je bil opremljen z novim motorjem, ki je imel dvostopenjski superkompresor, toda tako Rudolf Caracciola, kot tudi Manfred von Brauchitsch ga nista želela, ker sta menila, da je preveč nezanesljiv. Zato je z njim dirkal Hermann Lang. Ob njih so bili na dirki le še trije dirkači z Maseratiji in dva s Talbotoma. Pred in med dirko so se morali dirkači nemških dirkalnikov udeležiti promocijskega snemanja. Drugi dan prostih treningov je von Brauchitsch celo trčil z enim od snemalnih avtomobilov. Richard Seaman in von Brauchitsch sta bila prvi dan prostih treningov najhitrejša s časom 9:58, sledil jima je Caracciola s časom 10:04. Drugi dan je deževalo, tretji dan prostih treningov pa je Lang, ki je imel pred tem težave z novim motorjem, s časom 9:54 osvojil najboljši štartni položaj. V prvo vrsto sta se uvrstila še Tazio Nuvolari in Caracciola. Hans Stuck ni štartal, ker si je zvil gleženj pri kegljanju, rezervni dirkač Georg Meier, ki bi ga moral zamenjati, pa ni štartal zaradi težav z dirkalnikom.
Nuvolari je na prostih treningih testiral obrabo pnevmatik, če bi lahko dirko odpeljal brez postanka v boksih. Mercedesovo vodstvo je vsem svojim dirkačem naročilo, naj dirkajo na polno in opravijo en postanek v boksih, Lang v četrtem krogu, von Brauchitsch v petem, Caracciola on v šestem in Seaman v sedmem. 

### Dirka
Von Brauchitsch in Seaman sta odlično štartala, toda zaradi tega sta imela med dirko težave s sklopko. Seaman je moral že po nekaj sto metrih odstopiti, von Brauchitscha pa je najprej prehitel Lang, nato pa je izgubil še nekaj mest. Po koncu prvega kroga je vodil Lang, sledili so mu Caracciola, von Brauchitsch in Nuvolari. Lang je res vozil na polno in naredil razliko štirinajstih sekund, Caracciola mu je odgovoril s krogov 9:54 in razliko zmanjšal na osem sekund, v četrtem krogu pa je Lang kot načrtovano opravil svoj postanek v boksih, ki je trajal triintrideset sekund, in Caracciola je prevzel vodstvo. Lang se je na stezo vrnil na tretje mesto za Caracciolo in Nuvolara ter takoj odpeljal hiter krog s časom 9:59. Caracciola je svoj postanek opravil v šestem krogu, po sedemintridesetih sekundah se je vrnil na tretje mesto tik za Langa. 
Nuvolari je s tem prevzel vodstvo, Lang pa je z novim motorjem odpeljal rekord kroga s časom 9:52,2 in že kmalu ujel Nuvolarija. Nekaj ovinkov sta odpeljala kolo ob kolesu, v ovinku Döttinger Höhe pa ga je Lang uspel prehiteti in prevzel je vodstvo. Nuvolari mu je sprva želel sledili, toda že kmalu je popustil, ker je bil na taktiki brez postanka in je moral zato hraniti pnevmatike. Lang je uspel vodstvo zadržati do cilja in zmagati, Nuvolari je ostal drugi, Caracciola tretji, von Brauchitsch pa je bil četrti. 

### Po dirki
Po dirki je prišlo do spora v Mercedesovem moštvu med športnim direktorjem, Alfredom Neubauerjem, in prvim zvezdnikom Caracciolo. Slednji je na sestanku z ostalimi predstavniki moštvu očital, da favorizira Langa, ker so mu ob postanku nalili tristo litrov goriva, namesto potrebnih sto, ker so dali Langu najboljši motor ter zaradi slabših pnevmatik, slabših štartnih položajev in motorjev v zadnjih sezonah. 

## Rezultati

### Štartna vrsta
| _______3_______ Caracciola Mercedes-Benz 9:57 |                                                    | _______2_______ Nuvolari Auto Union 9:57 |                                           | _______1_______ Lang Mercedes-Benz 9:54 |
|                                               | _______5_______ von Brauchitsch Mercedes-Benz 9:58 |                                          | _______4_______ Seaman Mercedes-Benz 9:58 |                                         |
| _______8_______ Hasse Auto Union              |                                                    | _______7_______ Bigalke Auto Union       |                                           | _______6_______ Müller Auto Union       |
|                                               | _______10_______ Hartmann Mercedes-Benz            |                                          | _______9_______ Pietsch Maserati          |                                         |
| _______13_______ Dipper Maserati              |                                                    | _______12_______ Joa Maserati            |                                           | _______11_______ Étancelin Talbot       |

### Dirka
| Poz | Št | Dirkač                  | Moštvo                       | Dirkalnik          | Krogi | Čas/Odstop      | Št. m. |
| --- | -- | ----------------------- | ---------------------------- | ------------------ | ----- | --------------- | ------ |
| 1   | 16 | Hermann Lang            | Daimler-Benz AG              | Mercedes-Benz W154 | 40    | 1:40:57,1       | 1      |
| 2   | 10 | Tazio Nuvolari          | Auto Union                   | Auto Union D       | 40    | + 11,2 s        | 2      |
| 3   | 12 | Rudolf Caracciola       | Daimler-Benz AG              | Mercedes-Benz W154 | 40    | + 31,3 s        | 3      |
| 4   | 14 | Manfred von Brauchitsch | Daimler-Benz AG              | Mercedes-Benz W154 | 40    | + 1:53,9        | 5      |
| 5   | 8  | Rudolf Hasse            | Auto Union                   | Auto Union D       | 40    | + 1:59,0        | 8      |
| 6   | 10 | Ulrich Bigalke          | Auto Union                   | Auto Union D       | 40    | + 2:14,0        | 7      |
| 7   | 6  | Hermann Paul Müller     | Auto Union                   | Auto Union D       | 40    | + 2:30,0        | 6      |
| 8   | 20 | Hans Hartmann           | Daimler-Benz AG              | Mercedes-Benz W154 | 40    | + 5:22,0        | 10     |
| 9   | 22 | Paul Pietsch            | Privatnik                    | Maserati 8CTF      | 39    | +1 krog         | 9      |
| 10  | 26 | Leonhard Joa            | Süddeutsche Renngemeinschaft | Maserati 4CM       | 39    | +1 krog         | 12     |
| 11  | 28 | Philippe Étancelin      | Automobiles Talbot-Darracq   | Talbot T36C        | 39    | +1 krog         | 11     |
| 12  | 24 | Heinz Dipper            | Süddeutsche Renngemeinschaft | Maserati 6CM       | 38    | +2 kroga        | 8      |
| Ods | 18 | Richard Seaman          | Daimler-Benz AG              | Mercedes-Benz W154 | 0     | Sklopka         | 4      |
| DNS | 4  | Hans Stuck              | Auto Union                   | Auto Union D       |       | Bolezen         |        |
| DNS | 8  | Georg Meier             | Auto Union                   | Auto Union D       |       | Rezervni dirkač |        |
| DNS | 30 | René Carrière           | Automobiles Talbot-Darracq   | Talbot T36C        |       |                 |        |